# جریان ترافیک (شبکه رایانه‌ای)
در شبکه‌های سوئیچینگ بسته جریان ترافیک (به انگلیسی: traffic flow)، جریان بسته یا جریان شبکه یک دنباله‌ای از بسته‌ها از یک منبع کامپیوتر به یک مقصد می‌باشد که ممکن است برای یک میزبان دیگر یا فرستادن اطلاعات به چند شبکه به‌طور هم‌زمان باشد.
RFC2722 جریان ترافیک را معادل «یک تماس یا ارتباط منطقی» تعریف می‌کند.
RFC3697 جریان ترافیک را «دنباله‌ای از بسته‌های اطلاعاتی که از یک منبع خاص به یک مقصد خاص یا به گروهی از کامپیوترها ارسال می‌شوند» تعریف می‌کند. جریان می‌تواند همه بسته‌ها در یک انتقال داده یا جریانی از رسانه‌ها را شامل شود. به هر طریق، در یک ارتباط برای انتقال داده‌ها لازم نیست جریان به صورت ۱ به ۱ نگاشته شود.
همچنین در RFC3917 جریان «به عنوان یک سری از بسته‌های اطلاعاتی در حال عبور از شبکه در یک بازه زمانی خاص» تعریف می‌شود.

## توضیحات مفهومی
یک جریان مجموعه پروتکل اینترنت می‌تواند به وسیله پارامترهای زیر در یک مدت زمان معین، به‌طور منحصربه‌فردی شناسایی شود:
- آدرس IP منبع و مقصد
پورت منبع و مقصد
پروتکل‌های لایه ۴ (TCP/UDP/ICMP)

### جریان UDP و ICMP
تمام بسته‌هایی که آدرس منبع/پورت و آدرس مقصد/پورت یکسانی در یک بازه زمانی داشته باشند، به عنوان یک جریان در نظر گرفته می‌شوند.
به دلیل اینکه UDP یک جهته است، یک جریان ایجاد می‌کند.ICMP دو سویه است، پس دو جریان را ایجاد می‌کند.

### جریان TCP
برقراری یک ارتباط TCP با یک دست تکانی سه مرحله‌ای آغاز می‌شود و دو جریان را ایجاد می‌کند. یکی از A به B، دیگری از B به A، که A و B شامل IP-Port منبع و مقصد هستند.
```
1
..
 
(
A
)
 
-->
 
[
SYN
]
 
---->
(
B
)

   
2
..
 
(
A
)
 
<--
 
[
SYN/ACK
]
 
<--
(
B
)

   
3
..
 
(
A
)
 
-->
 
[
ACK
]
 
---->
(
B
)

```

جریان TCP با یک دست تکانی چهار مرحله‌ای یا با یک Time-Out پایان می‌پذیرد.
```
1
..
 
(
A
)
 
-->
 
ACK/FIN
 
---->
(
B
)

   
2
..
 
(
A
)
 
<--
 
ACK
 
<----
(
B
)

   
3
..
 
(
A
)
 
<--
 
ACK/FIN
 
<----
(
B
)

   
4
..
 
(
A
)
 
-->
 
ACK
 
---->
(
B
)

```

### دیگر پروتکل‌ها
همچنین بسته‌های دیگر پروتکل‌ها می‌توانند به جریان شبکه گروه‌بندی شوند. پروتکل‌های دیگری نیز برای انتقال وجود دارند. بعضی پروتکل‌ها از لایه ۴ به عنوان حامل استفاده می‌کنند. به عنوان مثال ترافیک HTTP توسط TCP/IP ایجاد می‌شود و یک جریان را به عنوان یک ارتباط می‌سازد و خاتمه می‌دهد.

## ابزاری برای مدیریت شبکه
مفاهیم مهم هستند، چرا که ممکن است که بسته‌های اطلاعاتی از یک جریان نیاز باشد متفاوت از دیگران به کار گرفته شود. با استفاده از صف‌های جداگانه در سوئیچ‌ها روترها و کارت‌های شبکه برای دست یابی به شکل‌دادن ترافیک، صف منصفانه یا کیفیت خدمات. این همچنین یک مفهومی است که در تجزیه و تحلیل شبکه یا ردیابی بسته‌ها مورد استفاده قرار می‌گیرد.
در روترهای به کار گرفته شده برای اینترنت، یک جریان ممکن است به صورت یک مسیر ارتباطی میزبان به میزبان باشد، یا یک سوکت به سوکتشناسایی ارتباط توسط یک ترکیب منحصربه‌فرد از آدرس‌های مبدأ و مقصد و شماره پورت به همراه پروتکل‌های انتقال (برای مثالTCP یا UDP). در حالت TCP یک جریان ممکن است یک مدار مجازی باشد یا یک ارتباط مجازی یا جریانی از بایت‌ها
در سوئیچینگ بسته‌ای جریان ممکن است به وسیله برچسب شبکه محلی مجازی به شبکه‌های اترنت IEEE 802.1Q شناسایی شود یا یک برچسب تغییر مسیر در MPLS تگ سوئیچینگ.